# Lyssomanes bryantae
Lyssomanes bryantae là một loài nhện trong họ Salticidae.
Loài này thuộc chi Lyssomanes. Lyssomanes bryantae được Arthur Merton Chickering miêu tả năm 1946.